# Nieppe

Nieppe este o comună în departamentul Nord, Franța. În 1 ianuarie 2022 avea o populație de 7.685 de locuitori.